# Fronan
Fronan est une localité du nord-est de la Côte d'Ivoire, sous-préfecture du département de Katiola, dans la Région du Hambol et le district de la Vallée du Bandama. Fronan a le statut de commune depuis 2005.

## Éducation
La localité compte une Institution de Formation et d'Éducation Féminine située au chef-lieu, l'un des 90 centres de cette nature existant dans le pays. Cette institution a pour objet de permettre aux femmes analphabètes, aux jeunes filles non scolarisées ou déscolarisées, aux femmes agricultrices de trouver une opportunité pour le développement d'aptitudes nouvelles permettant leur insertion ou leur autonomisation. 